# D'une pierre deux coups
Pour plus de détails, voir Fiche technique et Distribution.
D'une pierre deux coups est un film français réalisé par Fejria Deliba, sorti en 2016.

## Fiche technique
- Titre : D'une pierre deux coups
- Réalisation scénario : Fejria Deliba
- Photographie : Hélène Louvart
- Décors : Sylvie Deldon
- Costumes : Malika Khelfa
- Musique : Youssef Boukella & Luis Saldanha, accompagnés par l'orchestre national de Barbès
- Son : Mourad Louanchi et Régis Muller
- Montage : Lilian Corbeille, Marie Vermillard et Katharina Wartena
- Production : Ciné-Sud Promotion
- Pays :  France
- Durée : 85 minutes
- Date de sortie : France, 20 avril 2016

## Distribution
- Milouda Chaqiq : Zayane Millia
- Brigitte Roüan : Amel Brehli
- Claire Wauthion : Christiane Chevalier
- Zinedine Soualem : Lyess
- Samir Guesmi : Hedi
- Linda Chaïb : Louna
- Myriam Bella : Leyla / Zayane jeune
- Slimane Dazi : Jadil
- Soufiane Guerrab : Marcel / Mars
- Farid Bouzenad : Sofiane
- Farida Ouchani : Nadia
- Taïdir Ouazine : Taos
- Adélaïde Leroux : Marilyne / Djamila
- Azur Prévot : Mehdi
- Chantal Trichet : Madame Hurtin
- Bernard Blancan : le policier
- Jean-Louis Coulloc'h : le guichetier SNCF
- Selim Bouyer-Deliba : le jeune à l'arrêt du bus
- Emilie da Silveira : l'apprentie coiffeuse
- Agnès Chappot : la copine de la coiffeuse
- Mathilde Carreau : la serveuse
- Christophe Moraes : le routier
- Mehdi Chabbi : Jadil Chems jeune
- Thierry Lenouvel : l'homme du train
- Fejria Deliba : Sonia

## Distinctions

### Récompenses
- 2016 : Grand Prix du public au Festival Premiers Plans d'Angers

### Nominations
- 2016 : Prix Louis-Delluc du premier film